# Copa de Haití
La Copa de Haití es un torneo de fútbol disputado entre clubes de Haití. Su primera edición fue en 1927 y el campeón fue el Violette AC. A lo largo de los años la competición ha cambiado de nombre; fue la Coupe Borno de 1927 a 1930, Coupe la Couronne en 1954, Coupe F.Duvalier en 1968, Coupe Solange Figaro en 1976, Coupe Caterpillar en 1978, Fraternité Léogâne en 1988 y 1989, Super Coupe d'Haïti en 1992, 2005 y 2020, y Super Huit desde 2006.
El club con más títulos es el  Violette Athletic Club con siete conquistas.

## Campeones
| Temp.                 | Campeón           | Marcador       | Subcampeón          |
| --------------------- | ----------------- | -------------- | ------------------- |
| Coupe Borno           |                   |                |                     |
| 1927                  | Violette AC       |                |                     |
| 1928                  | Violette AC       |                |                     |
| 1929                  | Violette AC       |                |                     |
| 1930                  | Violette AC       |                |                     |
| Coupe la Couronne     |                   |                |                     |
| 1954                  | Violette AC       |                |                     |
| Coupe F.Duvalier      |                   |                |                     |
| 1968                  | Violette AC       |                |                     |
| Coupe Solange Figaro  |                   |                |                     |
| 1976                  | Tempête FC        | 1-0            | Baltimore SC        |
| Coupe Caterpillar     |                   |                |                     |
| 1978                  | Violette AC       |                |                     |
| Fraternité Léogâne    |                   |                |                     |
| 1988                  | Tempête FC        | 2-1            | AS Carrefour        |
| 1989                  | Tempête FC        | 1-0            | Racing de Gonaïves  |
| (Super) Coupe d'Haïti |                   |                |                     |
| 1992                  | Don Bosco FC      | 3-2, 0-0       | Tempête FC          |
| 2005                  | Tempête FC        | 2-1            | AS Mirebalais       |
| 2010                  | Victory SC        | 1-0            | AS Saint-Louis      |
| Super Huit            |                   |                |                     |
| 2006                  | Baltimore SC      | 1-1 (5-4 pen.) | Racing Club Haïtien |
| 2007                  | Tempête FC        | 3-0            | Zénith FC           |
| 2008                  | AS Mirebalais     | 1-1 (4-3 pen.) | Baltimore SC        |
| 2009                  | AS Capoise        | 1-1            | Baltimore SC        |
| 2010/11               | Aigle Noir AC     | 2-0            | AS Mirebalais       |
| 2011                  | AS Capoise        | 0-0 (5-4 pen.) | Tempête FC          |
| 2012                  | Tempête FC        | 2-0            | FICA                |
| 2013                  | Baltimore SC      | 0-0 (5-4 pen.) | Racing Club Haïtien |
| 2014                  | América des Cayes | 2-1            | AS Mirebalais       |

1. ↑  Presumiblemente jugado a finales de 1993.
2. ↑  Final jugada el 21 de febrero de 2009.
3. ↑  Baltimore SC perdió en los penales.

## Títulos por equipos
| Club              | Campeón | Años campeón                             |
| ----------------- | ------- | ---------------------------------------- |
| Violette AC       | 7       | 1927, 1928, 1929, 1930, 1954, 1968, 1978 |
| Tempête FC        | 6       | 1976, 1988, 1989, 2005, 2007, 2012       |
| AS Capoise        | 2       | 2009, 2011                               |
| Baltimore SC      | 2       | 2006, 2013                               |
| Aigle Noir AC     | 1       | 2010-11                                  |
| Victory SC        | 1       | 2010                                     |
| Don Bosco FC      | 1       | 1992                                     |
| AS Mirebalais     | 1       | 2008                                     |
| America des Cayes | 1       | 2014                                     |